# 神尾舞
神尾 舞（かみお まい、1992年9月12日 - ）は、日本のAV女優。名東所属。

## 略歴・人物
東京都出身。2014年12月、h.m.p専属女優としてデビュー。

## 出演作品

### アダルトDVD

#### 「柚原綾」名義
2014年
- 新人 プレステージ専属デビュー（1月1日、プレステージ）
- 新・絶対的美少女、お貸しします。 ACT.15（2月1日、プレステージ）
- 一泊二日、美少女完全予約制。 第二章 〜柚原綾の場合〜（3月1日、プレステージ）
- 柚原綾がご奉仕しちゃう♥超最新やみつきエステ（4月1日、プレステージ）
- 天然成分由来 柚原綾汁120% 柚原綾の体液（5月1日、プレステージ）
- 美しいお嬢様の卑猥なる飼育（6月3日、プレステージ）

#### 「神尾舞」名義

##### 修正
2014年
- ご奉仕大好き!責められるのもっと好き! ［元有名大学ミスキャンパス娘が底なし性欲丸出しAVデビュー!!］（12月5日、h.m.p）

2015年
- 私Mかも…（1月1日、h.m.p）
- おもてなし痴女（2月6日、h.m.p）
- 麗しの美人OL Premium Beauty Vol.4（3月13日、BAZOOKA）
- 神尾舞ベスト 4時間（5月1日、h.m.p）※総集編
- 神尾舞とイチャイチャ中出し同棲生活。（5月7日、プレミアム）
- 生中出しコギャル4時間 FIVE GALS COLLECTION Vol.4（6月12日、BAZOOKA）
- 男を犯ス痴女お姉さんの濃厚な接吻と絡み合う肉体（6月25日、美）

##### 無修正
2015年
- キャットウォーク ポイズン 130 【ミスキャンパス娘】ジャポルノ中出しデビュー（７月２４日、キャットウォーク）
- S Model 141 ミスキャンパス娘が性欲丸出し！！（９月２９日、スーパーモデルメディア）
- KIRARI 117 極選！中出しイカセ~大物女優15名3時間メガ盛りMAX~（１２月３日、ムゲンエンターテイメント）

2016年
- KIRARI 124 人気女優12名ノンストップアクメ連続中出し3時間（３月２８日、ムゲンエンターテイメント）
- S Model 158 巷で話題になっている大物女優達ゴージャスセレクト 10Girls 3Hours（４月２８日、スーパーモデルメディア）
- メルシーボークー 16 極上S級女優達23名 名作スーパーBEST3時間（８月１９日、メルシーボークー）

2019年
- キャットウォーク ポイズン CCDV 28 放課後の特別授業（５月４日、キャットウォークポイズン）
- メルシーボークー MXX 33 ノーパン浴衣（８月３日、メルシーボークー）

2020年
- マンコ図鑑 8（１月１０日、スタジオテリヤキ）

### 動画配信

#### 無修正
2015年
- Debut Vol.22 ～舌が異常に長いんですぅ～（７月２５日、カリビアンコム）
- 女校長 ～教え子を狩る毒婦～（９月４日、カリビアンコム）
- モデルコレクション エレガンス（９月２２日、一本道）
- 続々生中～元ミスキャンパスを掘りまくる！～（１０月３１日、HEYZO）

2019年
- 女教師・舞の誘惑～先輩教師の熱血性指導～（１月３日、HEYZO）
- スジッ娘倶楽部（５月４日、一本道）
- マンコ図鑑（６月１２日、カリビアンコム）
- 早抜き 神尾舞BEST（６月２６日、カリビアンコム）
- アフター6～いっぱいヤリたい～（７月１３日、HEYZO）
- ときめき〜浴衣の似合う元キャンパス嬢〜（８月３日、一本道）
- 浴衣が似合う僕の元ミスキャンパス（８月２７日、カリビアンコム）
- 1人分のザーメンじゃ満足できないの（１０月１３日、カリビアンコム）
- 寸止め焦らしを執拗に繰り返して経験したことのない絶頂到来（１１月１９日、カリビアンコム）

2020年
- あんたの夢をハメたろか 2020（１月１２日、カリビアンコム）

## テレビ
- ケンコバのバコバコテレビ #1 - #39（2013年 - 2014年、サンテレビ） - 「不思議少女あやちゃん」としてレギュラー出演[要出典]

## 雑誌
- FRIDAY 2014年10月31日号（2014年10月17日、講談社） - ヌードグラビア